# UC 1 (U-Boot, 1915)
UC 1 war ein Küsten-Minen-U-Boot des Typs UC I der deutschen Kaiserlichen Marine mit dieselelektrischem Antrieb, das im Ersten Weltkrieg zum Einsatz kam. Es war das Typschiff seiner Klasse. UC 1 unternahm in etwas mehr als zwei Jahren über 70 Feindfahrten und ging nach dem 18. Juli 1917 verloren.

## Geschichte
Nach dem Beginn des Weltkrieges entwickelte die Kaiserliche Marine mit dem Projekt 34 einen U-Boot-Typ, der ausschließlich zum Legen von Seeminen im Küstenvorfeld eingesetzt werden sollte und daher nicht über Torpedorohre verfügte. Als zweites dieser Boote – das von der AG Weser in Bremen gebaute UC 11 war bereits am 11. April 1915 zu Wasser gekommen − lief UC 1 am 26. April 1915 bei der Hamburger Vulkanwerft vom Stapel. Die Marine stellte das Boot am 7. Mai 1915 in Dienst. Erster Kommandant des Bootes war bis April 1916 Oberleutnant zur See Egon von Werner. Er wurde abgelöst von Kurt Ramien.
Wie die meisten Boote seiner Klasse war UC 1 der U-Flottille Flandern als Teil des Marinekorps Flandern unterstellt und kam von Zeebrügge aus zum Einsatz. Von dort lief das Boot unter dem Befehl von sieben verschiedenen Kommandanten zu 79 Feindfahrten aus. Auf den von UC 1 gelegten Minen sanken 38 Handelsschiffe mit einer Gesamttonnage von 59.088 BRT. Allein 1916 gelang die Versenkung von 25 Schiffen mit 40.339 BRT, womit UC 1 das dritterfolgreichste Minen-U-Boot in diesem Jahr war. 1915 sanken elf Handelsschiffe mit 10.028 BRT auf den von UC 1 gelegten Minen, zwei weitere mit 8.721 BRT im Jahr 1917. Dazu kamen insgesamt vier Kriegsschiffe mit zusammen 2.073 t Verdrängung. Dies waren der britische Zerstörer Lightning (355 t, gesunken am 30. Juni 1915), das französische Torpedoboot 317 (98 t, gesunken am 28. Dezember 1916) und die britischen Minensuchboote Kempton und Redcar (je 810 t, gesunken am 24. Juni 1917). Mitte März 1917 hatte Walter Warzecha das Kommando übernommen, welches er bis Juni 1917 behielt.
Am 18. Juli 1917 lief UC 1 aus Zeebrügge aus, um vor Calais Minen zu legen. Seit diesem Tag ist das Boot samt seiner 17-köpfigen Besatzung verschollen. Vermutlich geriet es vor Nieuwpoort auf eine aus 150 Minen bestehende Sperre, die  am 14. Juli von den Briten gelegt worden war. Mit insgesamt 79 Feindfahrten war UC 1 nach UC 6 (90) und UC 10 (83) das Boot mit den meisten Einsätzen.